# Izraelske obveščevalne službe
Izraelske obveščevalne službe.

## Seznam
- LAKAM
- Mosad
- Oddelek za zunanje zadeve
- Šin Bet